# 拟背斑扁鲨
拟背斑扁鲨（学名：Squatina tergocellatoldes）为扁鲨科扁鲨属的鱼类。在中国，分布于台湾海峡等。该物种的模式产地在台湾海峡。